# Analiză ascendentă
Analiza ascendentă este un concept folosit în psihologie se referă la un tip de procesări cognitive determinate de caracteristicile fizice ale stimulului. Acest tip de procesări nu sunt penetrabile cognitiv. În limba engleză sunt cunoscute ca: bottom-up analysis sau data driven analysis.